# Meningie
Meningie – miasto w Australii, w stanie Australia Południowa.